# Coupe d'Europe des vainqueurs de coupe de football
Pour les articles homonymes, voir CVC.
La Coupe d'Europe des vainqueurs de coupe ou Coupe des coupes, parfois abrégée en C2 ou CVC, renommée Coupe des vainqueurs de coupe de l'UEFA en 1994, est une ancienne compétition européenne de football organisée par l'UEFA qui réunissait les vainqueurs des Coupes de chaque pays européen. La première édition a lieu durant la saison 1960-1961 et la dernière, en 1998-1999. Elle est supprimée pour permettre l'extension de la Ligue des champions. Les vainqueurs de coupes nationales ont conservé leur droit de disputer une Coupe d'Europe et participent désormais à la Ligue Europa ou à la Ligue Conférence.
À partir de 1973 un match mettant aux prises chaque année le vainqueur de la Coupe d'Europe des clubs champions (« Ligue des champions » depuis 1992) et celui de la Coupe d'Europe des vainqueurs de coupe est organisé. Le gagnant de la rencontre remporte la Supercoupe de l'UEFA. La Supercoupe est maintenue après la disparition de la Coupe des vainqueurs de coupe, elle oppose désormais le vainqueur de la Ligue des champions à celui de la Coupe de l'UEFA (« Ligue Europa » depuis 2009). À partir de 2021, l'UEFA propose à nouveau trois compétitions européennes de clubs, avec l'introduction de la Ligue Europa Conférence (renommée en 2024 Ligue Conférence).
Le FC Barcelone est le club le plus titré de l'histoire de la compétition avec quatre victoires. Lazio Rome est le dernier vainqueur en 1999.

## Histoire

### Débuts difficiles mais succès rapide
Comme pour la Coupe d'Europe des clubs champions, l'idée d'une coupe européenne réunissant les vainqueurs des coupes nationales de tous les pays d'Europe est émise par de célèbres journalistes sportifs européens. La Coupe des champions se  révèle être un grand succès et la Coupe des villes de foires est également populaire, ce qui encourage les suggestions pour élargir l'offre de compétitions européennes.
La première édition de la Coupe des vainqueurs de coupe est organisée durant la saison 1960-1961 et fait figure de test. En effet, quelques associations européennes n'ont pas de coupe nationale à l'époque et dans les pays qui en ont, cette compétition manque parfois d'envergure. C'est surtout au Royaume-Uni (Angleterre, Écosse) ou en France que la coupe nationale jouit d'un réel prestige. Les premières réactions sont peu enthousiastes, certains sont sceptiques quant à la viabilité d'une compétition européenne entre vainqueurs de coupes. D'ailleurs, plusieurs clubs qui auraient pu y participer déclinent l'invitation, dont l'Atlético de Madrid et l'AS Monaco. Seulement dix clubs participent à la première Coupe des vainqueurs de coupes, qui est remportée par l'ACF Fiorentina. Les matches reçoivent cependant un bon accueil du public et des médias. Organisée par le comité d'organisation de la Coupe Mitropa, cette édition initialement non reconnue par l'UEFA est officialisée par cette dernière a posteriori en 1963.
Dès la deuxième édition, en 1961-1962, l'UEFA s'empare de l'organisation et cette fois-ci tous les clubs qui peuvent y participer sont présents (23 au total). La popularité de cette compétition grandit très vite et les quelques pays membres de l'UEFA qui ne disposaient pas encore d'une coupe nationale ne tardent pas à la mettre en place, encouragés par le succès de la Coupe des vainqueurs de coupe. Le nombre d'engagés grimpe ainsi à 29 dès la saison 1963-1964 et se chiffre à 32 en 1966-1967 et 1967-1968, soit le même nombre qu'en Coupe des champions.

### Une compétition majeure
La Coupe des vainqueurs de coupe est une composante du calendrier européen durant les années 1970 et 1980, ainsi que dans la première moitié des années 1990 (jusqu'à la réforme de la Ligue des Champions en 1997).
Le FC Barcelone l'emporte à quatre reprises (1979, 1982, 1989, 1997) et est finaliste deux fois (1969, 1991). Anderlecht soulève le trophée deux fois (1976, 1978) et est finaliste deux autres fois (1977, 1990). Par ailleurs, aucun club n'a réussi à remporter cette Coupe deux années consécutives. À trois reprises entre 1993 et 1997, le vainqueur de l'année précédente se hisse en finale, mais est défait : Parme, vainqueur en 1993 et finaliste en 1994, Arsenal FC en 1994 et 1995, et le Paris Saint-Germain en 1996 et finaliste en 1997. À l'inverse, la Sampdoria a été finaliste en 1989 puis vainqueur en 1990. Par ailleurs, seul Anderlecht a disputé trois finales d'affilée et cela en étant victorieux en 1976 et 1978.

### Étouffée par la Ligue des champions

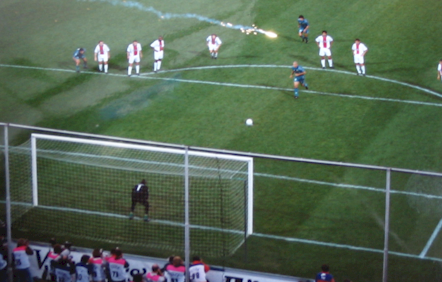
Finale de l'édition 1997, remportée par le FC Barcelone face au Paris Saint-Germain (1-0 s.p.).

À partir de 1997, la Ligue des champions, jadis réservée aux seuls champions nationaux, est étendue pour permettre aux vice-champions des pays les mieux classées d'y participer. Cette réforme se fait au détriment des autres compétitions européennes. En effet, des grands clubs qui auraient auparavant participé à la Coupe des vainqueurs de coupe peuvent désormais accéder à la Ligue des champions en finissant deuxième de leur championnat, comme Barcelone en 1997-1998 ou le PSV Eindhoven en 1998-1999. Avec le risque de devoir de plus en plus se contenter des finalistes des coupes nationales, la C2 s'affaiblit. En 1998-1999, pour sa dernière édition, la C2 a même enregistré la participation du SC Heerenveen, pourtant éliminé en demi-finale de la Coupe des Pays-Bas, car le vainqueur de la coupe et le finaliste étaient par ailleurs qualifiés pour la Ligue de champions. L'UEFA comprend vite que l'extension de la Ligue des champions, permettant à trois ou quatre clubs des principales nations du football d'y participer, remet en question la C2 si de moins en moins de vainqueurs de coupe sont présents. Après la saison 1998-1999, où le trophée est remporté par la Lazio de Rome, la décision est prise d'arrêter la Coupe des coupes. Depuis lors, les vainqueurs de coupe non qualifiés pour la Ligue des champions disputent la Coupe de l'UEFA, qui deviendra en 2009 la Ligue Europa.

## Format
La Coupe a toujours été disputée sous la forme de matches aller et retour à élimination directe, jusqu'à la finale organisée en terrain neutre, à l'exception de la première édition qui a vu la finale disputée en matches aller-retour. Le format est le même que celui de la Coupe d'Europe des clubs champions, avec environ 32 équipes jouant quatre tours à élimination directe avant la finale, la compétition commençant généralement en septembre pour s'achever en mai de l'année suivante. À la suite de l'afflux de nouveaux membres de l'UEFA dans les années 1990, un tour préliminaire, plus conséquent que celui qui pouvait éventuellement avoir lieu certaines années, est ajouté en août afin d'aboutir à un tableau de 32 équipes disputant les seizièmes de finale en septembre.
La compétition est réservée à un club par membre de l'UEFA, sauf exception : le détenteur de la Coupe des vainqueurs de coupe est qualifié pour défendre son titre et peut donc côtoyer le nouveau vainqueur de la coupe de son pays. Cependant, si ce dernier est aussi qualifié pour la Coupe d'Europe des clubs champions, le finaliste de la coupe nationale ne peut récupérer sa place en Coupe d'Europe, le vainqueur sortant de la Coupe des coupes reste alors dans ce cas le seul représentant national.
Lorsqu'un club remporte à la fois son championnat et sa coupe, il est qualifié pour la Coupe d'Europe des clubs champions/Ligue des champions, et la place en Coupe des vainqueurs de coupe revient au finaliste de la coupe nationale. Durant la saison 1998-1999, le club néerlandais SC Heerenveen participe à la Coupe des vainqueurs de coupe, en dépit du fait qu'il n'a atteint que les demi-finales de la précédente Coupe des Pays-Bas. En effet, les deux finalistes de la coupe, l'Ajax Amsterdam et le PSV Eindhoven, se qualifient tous deux pour la Ligue des champions. Heerenveen remporta le match pour la troisième place et devient le seul club à s'être qualifié pour la Coupe des vainqueurs de coupe sans avoir atteint la finale de sa coupe nationale.
Les vainqueurs de compétitions secondaires comme les Coupes de la Ligue organisées dans certains pays n'ont jamais été autorisés à participer à la Coupe des vainqueurs de coupe. En revanche, suivant le cas, ils pouvaient parfois obtenir un billet pour la Coupe de l'UEFA.

## Palmarès

### Palmarès par édition
| N° | Édition | Vainqueur           | Finaliste           | Score                | Lieu                                             | Affluence     |
| -- | ------- | ------------------- | ------------------- | -------------------- | ------------------------------------------------ | ------------- |
| 1  | 1961    | ACF Fiorentina      | Glasgow Rangers     | 2 – 0 2 – 1          | Ibrox Stadium, Glasgow Stadio Comunale, Florence | 80 000 50 000 |
| 2  | 1962    | Atlético de Madrid  | ACF Fiorentina      | 1 – 1 ap 3 – 0       | Hampden Park, Glasgow Neckarstadion, Stuttgart   | 27 000 38 000 |
| 3  | 1963    | Tottenham Hotspur   | Atlético de Madrid  | 5 – 1                | Stadion Feijenoord, Rotterdam                    | 49 143        |
| 4  | 1964    | Sporting CP         | MTK Budapest        | 3 – 3 ap 1 – 0       | Stade du Heysel, Bruxelles Bosuilstadion, Anvers | 3 208 13 924  |
| 5  | 1965    | West Ham United     | TSV 1860 Munich     | 2 – 0                | Wembley Stadium, Londres                         | 97 974        |
| 6  | 1966    | Borussia Dortmund   | Liverpool FC        | 2 – 1 ap             | Hampden Park, Glasgow                            | 41 657        |
| 7  | 1967    | Bayern Munich       | Glasgow Rangers     | 1 – 0 ap             | Frankenstadion, Nuremberg                        | 69 480        |
| 8  | 1968    | Milan AC            | Hambourg SV         | 2 – 0                | Stadion Feijenoord, Rotterdam                    | 53 276        |
| 9  | 1969    | Slovan Bratislava   | FC Barcelone        | 3 – 2                | Stade Saint-Jacques, Bâle                        | 19 478        |
| 10 | 1970    | Manchester City     | Górnik Zabrze       | 2 – 1                | Stade du Prater, Vienne                          | 7 968         |
| 11 | 1971    | Chelsea FC          | Real Madrid         | 1 – 1 ap 2 – 1       | Stade Karaiskaki, Athènes                        | 45 000 19 917 |
| 12 | 1972    | Glasgow Rangers     | Dynamo Moscou       | 3 – 2                | Camp Nou, Barcelone                              | 24 701        |
| 13 | 1973    | Milan AC            | Leeds United        | 1 – 0                | Stade Kaftantzoglio, Thessalonique               | 40 154        |
| 14 | 1974    | FC Magdebourg       | Milan AC            | 2 – 0                | Stadion Feijenoord, Rotterdam                    | 6 461         |
| 15 | 1975    | Dynamo Kiev         | Ferencváros         | 3 – 0                | Stade Saint-Jacques, Bâle                        | 10 897        |
| 16 | 1976    | RSC Anderlecht      | West Ham United     | 4 – 2                | Stade du Heysel, Bruxelles                       | 58 000        |
| 17 | 1977    | Hambourg SV         | RSC Anderlecht      | 2 – 0                | Stade olympique, Amsterdam                       | 66 000        |
| 18 | 1978    | RSC Anderlecht      | Austria Vienne      | 4 – 0                | Parc des Princes, Paris                          | 48 769        |
| 19 | 1979    | FC Barcelone        | Fortuna Düsseldorf  | 4 – 3 ap             | Stade Saint-Jacques, Bâle                        | 58 000        |
| 20 | 1980    | Valence CF          | Arsenal FC          | 0 – 0 ap (5 - 4 tab) | Stade du Heysel, Bruxelles                       | 40 000        |
| 21 | 1981    | Dinamo Tbilissi     | FC Carl Zeiss Iéna  | 2 – 1                | Rheinstadion, Düsseldorf                         | 8 000         |
| 22 | 1982    | FC Barcelone        | Standard de Liège   | 2 – 1                | Camp Nou, Barcelone                              | 100 000       |
| 23 | 1983    | Aberdeen FC         | Real Madrid         | 2 – 1 ap             | Nya Ullevi, Göteborg                             | 17 804        |
| 24 | 1984    | Juventus FC         | FC Porto            | 2 – 1                | Stade Saint-Jacques, Bâle                        | 60 000        |
| 25 | 1985    | Everton             | Rapid Vienne        | 3 – 1                | Stadion Feijenoord, Rotterdam                    | 38 500        |
| 26 | 1986    | Dynamo Kiev         | Atlético de Madrid  | 3 – 0                | Stade de Gerland, Lyon                           | 39 300        |
| 27 | 1987    | Ajax Amsterdam      | Lokomotive Leipzig  | 1 – 0                | Stade olympique, Athènes                         | 35 000        |
| 28 | 1988    | FC Malines          | Ajax Amsterdam      | 1 – 0                | Stade de la Meinau, Strasbourg                   | 39 446        |
| 29 | 1989    | FC Barcelone        | Sampdoria           | 2 – 0                | Stade du Wankdorf, Berne                         | 45 000        |
| 30 | 1990    | Sampdoria           | RSC Anderlecht      | 2 – 0 ap             | Nya Ullevi, Göteborg                             | 20 103        |
| 31 | 1991    | Manchester United   | FC Barcelone        | 2 – 1                | Stadion Feijenoord, Rotterdam                    | 45 000        |
| 32 | 1992    | Werder Brême        | AS Monaco           | 2 – 0                | Estádio da Luz, Lisbonne                         | 16 000        |
| 33 | 1993    | Parme FC            | Antwerp FC          | 3 – 1                | Wembley Stadium, Londres                         | 37 393        |
| 34 | 1994    | Arsenal FC          | Parme FC            | 1 – 0                | Parken Stadium, Copenhague                       | 33 765        |
| 35 | 1995    | Real Saragosse      | Arsenal FC          | 2 – 1                | Parc des Princes, Paris                          | 42 424        |
| 36 | 1996    | Paris Saint-Germain | Rapid Vienne        | 1 – 0                | Stade Roi Baudouin, Bruxelles                    | 37 500        |
| 37 | 1997    | FC Barcelone        | Paris Saint-Germain | 1 – 0                | Stadion Feijenoord, Rotterdam                    | 36 802        |
| 38 | 1998    | Chelsea FC          | VfB Stuttgart       | 1 – 0                | Råsunda, Stockholm                               | 30 216        |
| 39 | 1999    | Lazio Rome          | RCD Majorque        | 2 – 1                | Villa Park, Birmingham                           | 33 000        |

### Palmarès par club
| Club                | Victoires                  | Finales perdues |
| ------------------- | -------------------------- | --------------- |
| FC Barcelone        | 4 (1979, 1982, 1989, 1997) | 2 (1969, 1991)  |
| RSC Anderlecht      | 2 (1976, 1978)             | 2 (1977, 1990)  |
| Milan AC            | 2 (1968, 1973)             | 1 (1974)        |
| Dynamo Kiev         | 2 (1975, 1986)             | 0               |
| Chelsea FC          | 2 (1971, 1998)             | 0               |
| Atlético de Madrid  | 1 (1962)                   | 2 (1963, 1986)  |
| Glasgow Rangers     | 1 (1972)                   | 2 (1961, 1967)  |
| Arsenal FC          | 1 (1994)                   | 2 (1980, 1995)  |
| ACF Fiorentina      | 1 (1961)                   | 1 (1962)        |
| West Ham United     | 1 (1965)                   | 1 (1976)        |
| Hambourg SV         | 1 (1977)                   | 1 (1968)        |
| Ajax Amsterdam      | 1 (1987)                   | 1 (1988)        |
| Sampdoria           | 1 (1990)                   | 1 (1989)        |
| Parme FC            | 1 (1993)                   | 1 (1994)        |
| Paris Saint-Germain | 1 (1996)                   | 1 (1997)        |
| Tottenham Hotspur   | 1 (1963)                   | 0               |
| Sporting CP         | 1 (1964)                   | 0               |
| Borussia Dortmund   | 1 (1966)                   | 0               |
| Bayern Munich       | 1 (1967)                   | 0               |
| Slovan Bratislava   | 1 (1969)                   | 0               |
| Manchester City     | 1 (1970)                   | 0               |
| FC Magdebourg       | 1 (1974)                   | 0               |
| Valence CF          | 1 (1980)                   | 0               |
| Dinamo Tbilissi     | 1 (1981)                   | 0               |
| Aberdeen FC         | 1 (1983)                   | 0               |
| Juventus FC         | 1 (1984)                   | 0               |
| Everton             | 1 (1985)                   | 0               |
| FC Malines          | 1 (1988)                   | 0               |
| Manchester United   | 1 (1991)                   | 0               |
| Werder Brême        | 1 (1992)                   | 0               |
| Real Saragosse      | 1 (1995)                   | 0               |
| Lazio Rome          | 1 (1999)                   | 0               |
| Real Madrid         | 0                          | 2 (1971, 1983)  |
| Rapid Vienne        | 0                          | 2 (1985, 1996)  |
| MTK Budapest        | 0                          | 1 (1964)        |
| TSV Munich 1860     | 0                          | 1 (1965)        |
| Liverpool FC        | 0                          | 1 (1966)        |
| Górnik Zabrze       | 0                          | 1 (1970)        |
| Dynamo Moscou       | 0                          | 1 (1972)        |
| Leeds United        | 0                          | 1 (1973)        |
| Ferencváros         | 0                          | 1 (1975)        |
| Austria Vienne      | 0                          | 1 (1978)        |
| Fortuna Düsseldorf  | 0                          | 1 (1979)        |
| FC Carl Zeiss Iéna  | 0                          | 1 (1981)        |
| Standard de Liège   | 0                          | 1 (1982)        |
| FC Porto            | 0                          | 1 (1984)        |
| Lokomotive Leipzig  | 0                          | 1 (1987)        |
| AS Monaco           | 0                          | 1 (1992)        |
| Antwerp FC          | 0                          | 1 (1993)        |
| VfB Stuttgart       | 0                          | 1 (1998)        |
| RCD Majorque        | 0                          | 1 (1999)        |

### Palmarès par pays
| Nation             | Victoires | Finales perdues | Finales disputées |
| ------------------ | --------- | --------------- | ----------------- |
| Angleterre         | 8         | 5               | 13                |
| Espagne            | 7         | 7               | 14                |
| Italie             | 7         | 4               | 11                |
| Allemagne          | 4         | 4               | 8                 |
| Belgique           | 3         | 4               | 7                 |
| Union soviétique   | 3         | 1               | 4                 |
| Écosse             | 2         | 2               | 4                 |
| France             | 1         | 2               | 3                 |
| Allemagne de l'Est | 1         | 2               | 3                 |
| Portugal           | 1         | 1               | 2                 |
| Pays-Bas           | 1         | 1               | 2                 |
| Tchécoslovaquie    | 1         | 0               | 1                 |
| Autriche           | 0         | 3               | 3                 |
| Hongrie            | 0         | 2               | 2                 |
| Pologne            | 0         | 1               | 1                 |

## Statistiques
- L'Espagnol Francisco José Carrasco a remporté la Coupe des Coupes à trois reprises avec le FC Barcelone, en 1979, 1982 et 1989, mais sans jouer la finale de cette dernière.
- Le seul Sud-Américain à avoir remporté deux fois l'épreuve est l'Uruguayen Gustavo Poyet, en 1995 avec le Real Saragosse et en 1998 avec Chelsea FC.
- Aucun club n'a remporté le trophée deux fois de suite. Les huit clubs qui sont arrivés en finale l'année suivant leur titre de C2 ont perdu (ACF Fiorentina en 1962, Atlético de Madrid en 1963, Milan AC en 1974, RSC Anderlecht en 1977, Ajax Amsterdam en 1988, Parme AC en 1994, Arsenal en 1995 et Paris SG en 1997).
- Le RSC Anderlecht est le seul club ayant participé à trois finales consécutives en 1976, 1977 et 1978.